# Pick City
Pick City – miasto w Stanach Zjednoczonych, w stanie Dakota Północna, w hrabstwie Mercer, położone na zachód od zapory wodnej Garrison, na rzece Missouri, tworzącej jezioro Sakakawea.